# Margarita Boladeras i Cucurella
Margarita Boladeras i Cucurella   (Antequera, 19 d'agost de 1945) és una catedràtica emèrita de Filosofia Moral i Política a la Universitat de Barcelona. Ha destacat per les seves aportacions significatives en els àmbits de la filosofia, l'ètica i la bioètica. És membre del Comitè de Bioètica de Catalunya i de la Societat Catalana de Filosofia de l'Institut d'Estudis Catalans.
Boladeras va estudiar a França, Àustria i Alemanya. Es va llicenciar i doctorar en Filosofia a la Universitat de Barcelona. Alguns dels seus professors van ser els filòsofs Emilio Lledó, Jesús Mosterín i Xavier Rubert de Ventós i el catedràtic d'Arts escèniques i director de teatre Ricard Salvat.
Ha treballat en el desenvolupament i la difusió del pensament filosòfic participant activament en nombrosos congressos i seminaris, tant nacionals com internacionals. Ha fet recerca bioètica a la Universitat Laval de Quebec i a la Universitat Lliure de Brussel·les.
Els camps d'investigació, en què Boladeras és autora o coautora de llibres i treballs acadèmics, principalment en llengua castellana, es poden resumir en les següents àrees: filosofia moral, filosofia política, bioètica, drets humans, ètica aplicada, violència obstètrica i eutanàsia.
El 1989 va rebre el premi d’assaig Joaquim Xirau  de l'Ateneu Barcelonès per la seva obra Jocs de vida. Reflexions sobre la cultura i la condició humana i, al llarg dels anys, diversos reconeixements i premis per les seves contribucions a la filosofia i l'ètica, essent una veu influent en el debat sobre la bioètica i els drets humans a Espanya i altres països.

## Publicacions
Entre les obres que Boladeras ha publicat sobre temes relacionats amb l'ètica i la filosofia política destaquen:
- Jocs de vida. Reflexions sobre la cultura i la condició humana. Barcelona: Edicions 62, 1990
- Libertat y tolerancia. Éticas para sociedades abiertas. Edicions Universitat de Barcelona, 1993. ISBN 84-475-0360-7
- Comunicación, ética y política.Habernas y sus críticos. Madrid: Tecnos, 1996. ISBN 84-309-2845-6
- Bioética. Madrid: Síntesis, 1998. ISBN 84-7738-564-5
- El derecho a no sufrir. Argumentos para la legalización de la Eutanasia. Barcelona: Los libros del lince, 2009. ISBN 978-84-936536-6-8

- ¿Qué dignidad? Filosofía, derecho y práctica sanitaria. Ed. Proteus, 2010. ISBN 978-84-150473-0-8
- Bioética: justícia y vulnerabilidad. Proteus, 2013. ISBN 978-84-15549-95-6
- Bioética del cuidar. ¿Qué significa humanizar la asistencia? (amb M. . Akrich, J.M. Esquirol i A. Fagot Largeault)  Madrid: Tecnos, 2015. ISBN 978-84-309-6692-9
- L'Escola de Frankfurt, Barcelona: Edicions UOC, 2006 (Traducció castellana, 2008)
- Impacto de la tecnología en el mundo humano. Madrid: Tecnos, 2013. Versió francesa: Parlons bioéthique, Quebec (Canadá: Presses de l'Université Laval, 2017 i París:Hermann, 2018
- El concepto "violencia obstétrica" y el debate actual sobre la atención al nacimiento (amb Josefina Goberna, coord. ) Madrid: Tecnos, 2018. ISBN 978-84-309-7428-3
- ¿Puede la bioética poner límites a la ciencia? Madrid: Tecnos, 2022. ISBN 978-84-309-8479-4
- Habermas. Comunicació, opinió pública i democràcia. Sabadell: Ed. Enoanda, 2025. ISBN 978-84-129126-9-2